# Чисекеди, Феликс
Фе́ликс Антуа́н Чисекеди́ Чиломбо́ (фр. Félix Antoine Tshisekedi Tshilombo; род. 13 июня 1963, Леопольдвиль, Республика Конго) — конголезский политический и государственный деятель. Председатель «Союза за демократию и социальный прогресс» — старейшей и крупнейшей оппозиционной партии в стране. Президент Демократической Республики Конго с 24 января 2019 года.

## Биография

### Ранняя жизнь
Родился 13 июня 1963 года в Киншасе. У Феликса была комфортная жизнь в столице. Когда его отец Этьен Чисекеди создал оппозиционную многолетнему главе страны Мобуту партию «Союз за демократию и социальный прогресс» в начале 1980-х годов, Феликс присоединился к отцу-диссиденту. Племянник епископа Жерара Мулумба Калемба.
В 1985 году Мобуту дал ему, его матери и братьям разрешение покинуть их малую родину, деревню в регионе Касаи. Он уехал жить в Брюссель, где работал на случайных подработках, наслаждался ночной жизнью и стал активистом СДСП.

### Политическая карьера
В конце 2008 года назначен Национальным секретарем СДСП по внешним связям.
В ноябре 2011 года получил место в Национальной ассамблее, представляющее город Мбужи-Майи. Тем не менее, не занял его, заявив, что «не может быть и речи о том, чтобы сидеть в учреждениях, являющихся результатом фальсифицированных выборов». Его мандат вскоре признали недействительным за «абсентеизм».
В мае 2013 года отказался от должности докладчика в Независимой национальной избирательной комиссии (ННИК), сказав: «Я не хочу ставить свою политическую карьеру в скобки» (статья 17 ННИК исключает членство для тех, кто является членом политической организации).
В октябре 2016 года стал заместителем генерального секретаря СДСП.
31 марта 2018 года избран руководителем СДСП после смерти своего отца, основателя партии Этьена Чисекеди 1 февраля 2017 года. В тот же день избран кандидатом в президенты от СДСП на всеобщих выборах, назначенных на декабрь 2018 года. На этих выборах одержал победу, набрав 38,57 % голосов.
Конституционный суд ДРК утвердил итоги президентских выборов, и 24 января 2019 года Чисекеди официально вступил в должность президента.
31 декабря 2023 года Чисекеди был объявлен победителем на выборах 2023 года, набрав 73 % голосов. Девять кандидатов от оппозиции подписали заявление об отказе от выборов и призвали к повторному голосованию. Инаугурация Чисекеди состоялась 20 января 2024 года в столице страны Киншасе.